# Отделение Румянцево
Отделение Румянцево — опустевший поселок в Кимовском районе Тульской области в составе Новольвовского сельского поселения.

## География
Поселок находится в восточной части Тульской области на расстоянии приблизительно 5 км на восток-северо-восток по прямой от города Кимовск, административного центра района.

## История
В 1939 году поселок был отмечен на карте местной территории как совхоз Румянцево. Как населенный пункт был отмечен уже только на карте 1997 года. По состоянию на 2020 год поселок опустел, имеет характер урочища.

## Население
Постоянное население не было учтено как в 2002 году, так и в 2010.